# 清門 (草加市)
清門（せいもん）は、埼玉県草加市の町名。現行行政地名は、清門一丁目から三丁目。郵便番号は340-0055。

## 地理
草加市の西部に位置する。区画整理が実施され、主に住宅地となっている。西側境界を伝右川が流れ、現在は暗渠となっている川戸落が北東側境界となる。
町内の中央に位置し、かつて町内の南北境としていた中井堀沿いに田中稲荷神社がある。

## 沿革
- 1889年（明治22年）4月1日 町村制施行により、九左衛門新田、長右衛門新田、清右衛門新田、新兵衛新田、金右衛門新田、篠葉村、東中曽根村、槐戸村、善兵衛新田が合併し北足立郡新田村が成立、新田村大字清右衛門新田となる。
- 1955年（昭和30年）1月1日 - 新田村が草加町、谷塚町と合併し草加町が成立、草加町の大字となる。
- 1958年（昭和33年）11月1日 - 市制施行と同時に草加町大字清右衛門新田から草加市清門町に町名変更[4]。
- 2014年（平成26年）11月22日 - 区画整理の完了により、清門一丁目〜三丁目に変更[5]。同日新栄、長栄も地名変更している。

## 世帯数と人口
2017年（平成29年）10月1日現在の世帯数と人口は以下の通りである。
| 丁目       | 世帯数    | 人口    |
| ---------- | --------- | ------- |
| 清門一丁目 | 446世帯   | 1,003人 |
| 清門二丁目 | 784世帯   | 1,834人 |
| 清門三丁目 | 699世帯   | 1,748人 |
| 計         | 1,929世帯 | 4,585人 |

## 小・中学校の学区
市立小・中学校に通う場合、学区は以下の通りとなる。
| 丁目       | 番地 | 小学校             | 中学校             |
| ---------- | ---- | ------------------ | ------------------ |
| 清門一丁目 | 全域 | 草加市立新田小学校 | 草加市立新田中学校 |
| 清門二丁目 | 全域 | 草加市立清門小学校 | 草加市立新栄中学校 |
| 清門三丁目 | 全域 | 草加市立清門小学校 | 草加市立新栄中学校 |

## 交通

### 鉄道
地区内に鉄道は敷設されていない。東武伊勢崎線（東武スカイツリーライン）新田駅が最寄り駅となっている。

### 道路
- 国道4号草加バイパス
- 埼玉県道328号金明町鳩ヶ谷線
- 川戸通り

## 施設
- 草加市立清門小学校
- 高橋学園 清門幼稚園
- けやきの森保育園清門町園
- 新田西文化センター
- 草加清門郵便局
- 草加消防署北分署
- 東京電力パワーグリッド清門変電所
- 清門町集会所
- 清門稲荷神社
- 清門中央公園
- 清門中公園
- 清門北公園
- 清門西公園 - 土地区画整理事務所跡地に立地